# Mein Mann – Für deine Liebe mach’ ich alles
Mein Mann – Für deine Liebe mach’ ich alles ist ein französisches Filmdrama von Bertrand Blier aus dem Jahr 1996.

## Handlung
Marie Abarth ist eine junge Prostituierte, die ihrer Arbeit nachgeht, weil sie Geld und Männer liebt und sie Freude daran hat, die Träume der Männer zu erfüllen. Sie arbeitet allein und verdient gut. Wenn sie ihrer Arbeit nicht in einem Hotel nachgeht, nimmt sie Freier mit in ihre Wohnung. Sie hat Stammkunden, die ihre Dienste immer wieder in Anspruch nehmen. Eines Tages sieht sie im Eingang ihres Wohnhauses einen Bettler liegen. Sie hat Mitleid und bietet ihm Essen und ein Bett für die Nacht an. Beide kommen sich näher und sie verliebt sich leidenschaftlichen in den Fremden, der sich ihr als Jeannot vorstellt. Auch er verliebt sich in sie. Sie bietet ihm an, ihr Zuhälter zu werden, so wolle sie alles Geld, das sie als Prostituierte verdient, zukünftig ihm geben. Er selbst soll entscheiden, ob er sie als Zuhälter gut oder schlecht behandeln wird. Jeannot gefällt die Rolle als Zuhälter nicht, wohl aber das damit verbundene Leben. Mit dem Geld, das er von Marie erhält, erkauft er sich schon bald die Zuneigung der jungen Sarah, die er Sanguine nennt. Sie arbeitet als Manikeurin, doch will Jeannot sie zu einer Prostituierten machen. Mit weiteren Frauen schläft er nur, ohne sie wiederzusehen.
Da Jeannot immer aus der Wohnung gehen muss, wenn Marie Freier empfängt, setzt er durch, dass beide in eine größere Wohnung ziehen. Er macht Maria deutlich, dass sie ihn rauswerfen soll, wenn sie genug von ihm hat. Er schlägt sie, um zu sehen, wie ein schlechter Zuhälter agieren würde, und sie weint. Von Sanguine erhält Jeannot bald darauf ihre Wohnungsschlüssel, sodass er kommen und gehen kann, wie er will. Er macht ihr teure Geschenke, darunter ein neues Auto. Dennoch entscheidet sich Sanguine, sich nicht für ihn zu prostituieren, woraufhin er sie verlassen will. Daraufhin willigt sie ein, es doch zu versuchen, nur um bei ihrem ersten Freier einen Zusammenbruch zu erleiden. Der Freier entpuppt sich als Polizist von der Sitte. Jeannot, der in Wirklichkeit Jean Bourdelle heißt, wird wegen Zuhälterei festgenommen und zu einer Gefängnisstrafe verurteilt. Marie erfährt so zum ersten Mal, dass Jeannot andere Geliebte hatte, denen er ihr Geld gab. Sie sagt sich von Jeannot los und will auch nicht mehr als Prostituierte arbeiten. Stattdessen wünscht sie sich ein Leben als zweifache Mutter und Hausfrau an der Seite eines Mannes mit einem Herz aus Gold. Sanguine unterstützt sie. In einer Brasserie lernt sie den guten, aber arbeitslosen Jean-François Loriot kennen, der einwilligt, mit beiden Frauen Kinder zu zeugen.
Einige Jahre später kommt Jeannot aus dem Gefängnis frei. Auf ihn wartet die ihm unbekannte Bérangère, eine einsame Frau aus der Nachbarschaft, die auf ebenso einsame Ex-Sträflinge hofft. Da sich Marie nie gemeldet hat und sich Jeannot kraft- und willenlos fühlt, folgt er Bérangère in ihr Haus. Jean-François hat mit Marie unterdessen zwei Kinder gezeugt, wie diese es sich immer gewünscht hatte, doch lebt das Paar mittellos. Jean-François hält es bei keinem Arbeitgeber lange aus und ist inzwischen bei den Arbeitsagenturen auf der schwarzen Liste gelandet. Marie entschließt sich, sich wieder zu prostituieren, erkennt jedoch schnell, dass die Männer sie nicht mehr lieben. Die von Jean-François hochschwangere Sanguine bringt sie zurück nach Hause, wo Jeannot auf sie wartet. Als bei Sanguine die Fruchtblase platzt, bringt Jean-François sie ins Krankenhaus. Marie stellt sich dem stummen Jeannot, der sich nach kurzer Zeit bei ihr und allen Frauen entschuldigt.

## Produktion
Mein Mann – Für deine Liebe mach’ ich alles wurde in Lyon, Paris und Vincennes gedreht. Drehorte waren unter anderem das Brasserie La Lorraine, die Passage Jouffroy und Passage Verdeau in Paris sowie das Hotel Sofitel Lyon-Bellecour. Die Kostüme schuf Christian Gasc, die Filmbauten stammen von Georges Glon und Willy Holt.
Neben Musik von Henryk Mikołaj Górecki besteht der Großteil der Filmmusik von Mein Mann – Für deine Liebe mach’ ich alles aus Liedern von Barry White. Zu hören sind folgende Titel aus dem 1994 erschienenen Album The Icon Is Love: There It Is, Love Is the Icon, Come On, The Time Is Right, Whatever We Had, We Had, Don’t You Want to Know? und Practice What You Preach.
Mein Mann – Für deine Liebe mach’ ich alles lief am 31. Januar 1996 in den französischen und am 20. Juni 1996 in den deutschen Kinos an. Bereits im Februar 1996 war der Film als Festivalbeitrag auf der Berlinale gezeigt worden. Er erschien am 1. September 1997 auf Video und wurde am 17. Dezember 1997 auf dem Bezahlsender premiere erstmals im deutschen Fernsehen gezeigt.

## Auszeichnungen
Auf der Berlinale 1996 lief Mein Mann – Für deine Liebe mach’ ich alles im Wettbewerb um den Goldenen Bär. Anouk Grinberg wurde mit dem Silbernen Bären als Beste Darstellerin ausgezeichnet. Beim César 1997 war Grinberg als Beste Hauptdarstellerin nominiert; Valeria Bruni Tedeschi erhielt eine César-Nominierung als Beste Nebendarstellerin.

## Kritik
„Ein verlogenes Altmänner-Märchen ohne Esprit und tragfähige Idee, das den Mythos der Hure und Heiligen in Personalunion weiterspinnt. Auch vereinzelte ironische Brechungen können das Gedankenkonstrukt nicht vor seinen Untiefen bewahren.“